# MBLE Epervier
MBLE Épervier (z fr. krogulec) – belgijski, taktyczny, bezzałogowy aparat latający (UAV – ang. Unmanned Aerial Vehicle), opracowany przez firmę MBLE Défense (obecnie Thales) na zlecenie belgijskiego ministerstwa obrony pod koniec lat 60. XX wieku. Był to pierwszy seryjnie produkowany aparat bezzałogowy o napędzie odrzutowym w Europie Zachodniej.

## Historia
Epervier był jednym z pierwszych rozpoznawczych aparatów bezpilotowych, jaki pojawił się na wyposażeniu wojsk NATO. W 1964 opracowano wymagania jakie musi spełniać bezzałogowy samolot zwiadowczy, a w 1969 roku zdecydowano, że to właśnie Epervier najlepiej spełnia oczekiwania armii. Po długim okresie testów aparat został przyjęty na uzbrojenie w 1977 roku i służył do 1999 roku. Epervier zastąpiony został aparatami RQ-5 Hunter.

## Konstrukcja
Aparat jest średniopłatem zbudowanym z włókna szklanego, ze skrzydłami typu delta zamontowanymi na końcu kadłuba. Na końcówkach skrzydeł znajdują się winglety. Epervier startuje z wyrzutni z pomocą przyspieszaczy startowych, a ląduje na spadochronie. W skład wyposażenia wchodziła małoobrazkowa kamera filmowa. Aparat wykonywał lot według wcześniej zaplanowanej trasy lub mógł być sterowany ze stanowiska operatora na ziemi.